# Делия (Сицилия)
Делия (итал. Delia) — коммуна в Италии, располагается в регионе Сицилия, в провинции Кальтаниссетта.
Население составляет 4472 человека (2008 г.), плотность населения составляет 373 чел./км². Занимает площадь 12 км². Почтовый индекс — 93010. Телефонный код — 0922.
Покровителем населённого пункта считается святая Розалия.

## Демография
Динамика населения:

## Администрация коммуны
- Официальный сайт